# Burladero

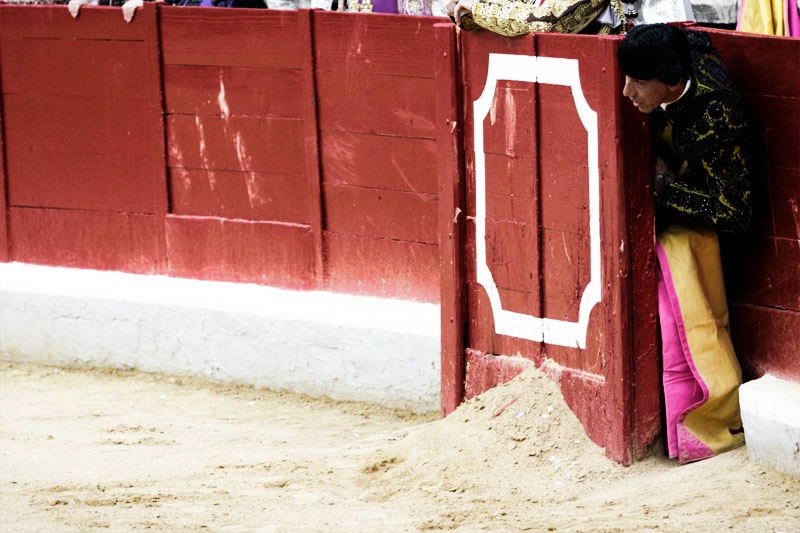
Torero trouvant refuge derrière un burladero

Dans une arène, on appelle burladero un abri de planches posé en avant des barrières qui entourent le ruedo. Il existe aussi un burladero similaire dans le callejón, devant la deuxième palissade d'où partent les gradins (talanquera) pour servir de refuge aux gens de service quand le taureau saute dans le couloir. Un burladero spécial dans le callejón abrite une équipe médicale à proximité d'une porte donnant accès à l'infirmerie.

## Présentation et historique
Ces planches servent d'accès au callejón mais aussi d'abri au matador ou à sa cuadrilla en cas de charge incontrôlée du taureau. Un moyen plus radical d'échapper à la charge de l'animal est de sauter directement derrière la barrière pour trouver refuge dans le callejón. 
La construction de burladeros a été généralisée sous l'influence de Juan Belmonte qui a démontré qu'un torero n'était pas obligatoirement un athlète capable de sauter la barrière, et qu'il lui fallait par conséquent une protection,. Toutefois, la largeur du burladero n'excède pas 35 centimètres, un homme ne peut s'y glisser qu'en entrant de côté, mais c'est cette étroitesse qui en interdit l'entrée au taureau. Cependant, l'étroitesse du passage a été fatale à Bocanegra, le 20 juin 1889 à Baeza. Alors qu'il assistait à une novillada, et que le taureau Hormigon de Agustin Hernandez devenait dangereux dans le ruedo, Bocanegra sauta dans l'arène pour aider les novilleros. Mais il ne put entrer dans le  burladero et il fut encorné à l'aine droite, blessure dont il mourut le lendemain.